# Gmina Pleasant Grove (hrabstwo Floyd)

Położenie Gminy Pleasant Grove w hrabstwie Floyd

Gmina Pleasant Grove (ang. Pleasant Grove Township) – gmina w USA, w stanie Iowa, w hrabstwie Floyd. Według danych z 2000 roku gmina miała 213 mieszkańców, a jej powierzchnia wynosi 92,89 km².